# Como en el cine (telenovela)
Como en el cine es una telenovela mexicana juvenil producida por Antulio Jiménez Pons para TV Azteca, entre 2001 y 2002. La telenovela esta creada por Verónica Suárez, inspirada en la película estadounidense del año 2000, Coyote Ugly. Se estrenó a través de Azteca Trece el 30 de abril de 2001 en sustitución de El amor no es como lo pintan, y finalizó el 12 de abril de 2002 siendo reemplazado por S.P.P. Sin permiso de tus padres.
Está protagonizada por Lorena Rojas y Mauricio Ochmann, junto con Úrsula Prats, Ninel Conde, Sergio Mayer, Ángela Fuste, Juan Alfonso Baptista, Alberto Casanova, Aline Hernández y José Luis Franco en los roles antagónicos. Acompañados por Olivia Collins, Betty Monroe, Ana La Salvia, Daniela Garmendia, Alberto Mayagoitía y Héctor Soberon.

## Trama
Isabel (Lorena Rojas) es una joven que al morir sus padres se hace cargo de Rocío (Liz Gallardo), su pequeña hermana. Para poder pagar el exclusivo internado donde estudia Rocío, Isabel comienza a trabajar de bailarina en un bar, al tiempo que le hace creer a su hermana que es una prestigiosa psicóloga.
Un día Isabel conoce a Javier (Mauricio Ochmann), el amor de su vida. Él, creyendo que Isabel es una doctora importante, se pone en sus manos para que le cure el trauma que le causó la muerte de su hermano gemelo, y además, para aprender a lidiar con el constante chantaje de Doña Nieves (Úrsula Prats), su madre, quien lo culpa de lo sucedido.
Javier e Isabel se enamoran perdidamente, pero ella teme que él la abandone cuando sepa que en realidad no es psicóloga, sino bailarina en un bar.

## Reparto
- Lorena Rojas como Isabel «Chabela» Montero
- Mauricio Ochmann como Javier Borja Mendoza / Joaquín «Joaco» Borja Mendoza
- Héctor Soberón - Enrique Saavedra
- Olivia Collins como Susana «Zuzu» Ramírez Escudero
- Betty Monroe como Ángela «Rubí» Cruz
- Ana La Salvia como Zafiro López
- Ninel Conde como Helena Hernández «Topacio la Matadora»
- Daniela Garmendia como Esmeralda
- Alberto Mayagoitía como Guillermo Pérez «Billy Billetes»
- Roberto Blandón como Julio Escalante
- Sergio Mayer como Daniel Lebrija
- Úrsula Prats como Nieves Mendoza
- Juan Alfonso Baptista como Carlos «Charlie» Escudero
- Eva Prado como Marta Montiel de Escalante
- Arturo Beristáin como Francisco de la Riva
- Nubia Martí como Gabriela «Gaby» de la Riva
- Ángela Fuste como Bárbara Escalante Montiel
- José Ramón Escorza como Claudio «Chipilo»
- Alberto Casanova como Raúl Benavides
- Hugo Esquinca como Luis «El Nacotlán» Gutiérrez
- José Luis Franco como Saúl «Ojitos» Ramos
- Aline Hernández como Erika
- Alejandra Lazcano como Sofía Borja Mendoza
- Liz Gallardo como Rocío Montero
- Geraldine Bazán como Regina Linares / Amatista
- Pablo Azar como Arturo De La Riva
- Mariana Torres como Gloria
- Dafne Padilla como Renata
- Alejandra Ley como Dolores «Lola» Castillo
- Carlos East Jr. como Leonardo
- Ernesto East como Leobardo
- Miguel Ángel Lomelí como Mauricio
- Andrea Escalona como Malena
- Angy Almanza como Alejandra
- Ramiro Orci como Gabino
- Simone Victoria como Lulú
- Mario Sauret como el Dr. Marco Antonio Morelli
- Bertha Kaim como Valeria
- David Zepeda como Paco
- Evangelina Martínez como Lencha
- Fidel Garriga como Fidel Cruz
- Andrea Noli como Perla
- José Joel como Gerardo
- Tomás Goros como Julián
- Juan Vidal como Federico
- Regina Torné como Romualda Pérez
- Margot Wagner como Hermana Mercedes
- Alicia Bonet como Madre María
- Carmen Zavaleta como Hermana Patricia
- Aracelia Chavira como Hermana Faustina
- José Luis Rojas «Cachito» como Pablo
- Jorge Galván como Evaristo
- Beatriz Martínez como Azucena
- Aarón Beas como Martín
- Surya MacGregor como Telma
- Beatriz Morayra como Brenda
- Luis Uribe como Manuel
- Magda Giner como Emilia «La Lilis»
- Miguel Couturier como Vicente
- Ángel Arellano como Manolo «Manolete»
- Susana Salazar como Hilda
- Rosalba Brambila como Pilar
- Carmen Delgado como Aracely
- Paola Núñez como Karen